# الهان عمر
اِلهان عمر (انگلیسی: Ilhan Omar؛ زادهٔ ۱۹۸۲) یک سیاست‌مدار زاده سومالی اهل ایالات متحده آمریکا است. ایلهان عمر در سومالی در خانواده‌ای مسلمان زاده شد. او در سال ۲۰۱۶ عضو مجلس نمایندگان مینه‌سوتا شد و اولین آمریکایی-سومالیایی بود که به عضویت این مجلس درمی‌آمد. در ششم نوامبر ۲۰۱۸ او در انتخابات مجلس نمایندگان آمریکا، برنده شد و از حوزه انتخابیه پنجم مینه‌سوتا به مجلس راه یافت و اولین آمریکایی-سومالیایی شد که به این مجلس راه می‌یابد. او اولین زن باحجاب، اولین زن پناهجو و به همراه رشیده طالب نخستین نماینده زن مسلمان مجلس نمایندگان ایالات متحده آمریکا است. او در سال ۱۹۹۰ در جریان جنگ‌های داخلی سومالی از این کشور مهاجرت کرد و پیش از مهاجرت به آمریکا مدت چهار سال در یک اردوگاه پناهندگان در کنیا زندگی کرد.
عمر در مارس ۲۰۱۹، به همراه نانسی پلوسی، الکساندریا اوکازیو کوتز و جانا هیز روی جلد مجله رولینگ استون قرار گرفت. در مقاله مربوط به نام «زنانی که آینده را شکل می‌دهند» دستاوردهای او و همکارانش به علاوه کارکنان زن ناسا مورد بررسی قرار گرفت.

## مواضع

### اسرائیل و اتهامات یهودستیزی
عمر منتقد دولتمردان اسرائیلی است و با توجه دادن به «رژیم آپارتاید اسرائیل»، اظهار کرده که اسرائیل «جهان را هیپنوتیزم کرده» تا توجه‌ها را از بمباران غیرنظامیان، که عمر آن را «عملی پلید» می‌خواند، منحرف کند و پیشنهاد داده دانشگاه مینه‌سوتا از کمک‌های اسرائیل محروم شود. او جنبش بایکوت، عدم سرمایه‌گذاری و تحریم اسرائیل را مفید نمی‌داند. عمر متهم به یهودستیزی شده اما این اتهامات را رد کرده و گفته توجه دادن او به رژیم آپارتاید اسرائیل ربطی به یهودی‌ستیزی ندارد.
همچنین در ۱۰ فوریه ۲۰۱۹، یکی از توییت‌های الهان عمر که در آن نوشته بود حمایت سیاست‌مداران آمریکا از اسرائیل «همش به خاطر بنجامین‌ها [دلار] است عزیزم» مورد اتهام یهودستیزی قرارگرفت. نانسی پلوسی، ریاست مجلس آمریکا و هم حزبی عمر، توییت او را محکوم کرد. دونالد ترامپ، رئیس‌جمهور آمریکا، ضمن محکومیت عمر خواستار استعفای او شد. در تاریخ ۱۱ فوریه، عمر تحت فشارها از توییت خود عذرخواهی کرد و بیان داشت که قصد او «هرگز رنجاندن یهودی آمریکایی‌ها نبوده‌است» و در عین حال بر نقش مشکل‌آفرین لابی‌ها در سیاست از جمله آیپک مشهورترین لابی اسرائیل در آمریکا تأکید کرد. مهدی حسن، مجری شبکه الجزیره در مقاله‌ای در اینترسپت در عین پذیرش اشکال به لحن الهان عمر از او به خاطر شکست تابوی انتقاد از لابی اسرائیل در آمریکا تقدیر کرد.

### اخراج از کمیته روابط خارجی مجلس نمایندگان
الهان عمر در رای‌گیری پنجشنبه ۲ فوریه ۲۰۲۳، با رای اکثریت جمهوریخواه مجلس نمایندگان از کمیته روابط خارجی این مجلس اخراج شد. مجلس نمایندگان آمریکا با ۲۱۸ رای موافق جمهوری‌خواهان و ۲۱۱ رای مخالف دموکرات‌ها، الهان عمر را از کمیته روابط خارجی این مجلس اخراج کرد. کاخ سفید در واکنش به این اقدام، اخراج الهان عمر را «نمایشی سیاسی» خواند.
جمهوریخواهانی که اخراج او را خواستار شدند، می‌گویند ایلهان عمر به خاطر مواضع «ضد اسرائیلی و یهودستیزانه» صلاحیت عضویت در کمیته روابط خارجی را ندارد. دموکرات‌ها می‌گویند این تصمیم جمهوری‌خواهان، «انتقام جویی سیاسی» است.

## اتهام جاسوسی
شبکه العربیه مدعی شد، به اسنادی دست یافته که نشان می‌دهد «الهان عمر» با قطر در ارتباط بوده و از این کشور پول گرفته و اطلاعات مهمی را به قطر منتقل کرده و این اطلاعات نهایتاً به دست ایران رسیده‌است. دانیل استلا جمهوری‌خواه گفته اگر اتهامات الهان عمر مبنی بر انتقال اطلاعات حساس و محرمانه به ایران از طریق قطر، ثابت شود، باید او را اعدام کرد.